# Johann V. von Isenburg
Johann V. von Isenburg auch Johann V. von Isenburg-Grenzau (* um 1507; † 18. Februar 1556 in Montabaur) war von 1547 bis 1556 Erzbischof und Kurfürst von Trier.

## Leben
Johann V. stammte aus dem Geschlecht derer von Isenburg in der Linie Isenburg-Grenzau. Er wurde 1507 oder 1508 als Sohn des Grafen Gerlach IV. von Isenburg († etwa 1530) und der Anastasia von Moers-Saarwerden († vor 1557) geboren. Johanns Neffe Salentin von Isenburg war von 1567 bis 1577 Erzbischof des Erzbistums Köln.
Johann hatte sich früh für den geistigen Stand entschieden, er wurde schon 1515 Domizellar (Anwärter auf ein Kanonikat) und am 15. November 1527 Propst von St. Paulin bei Trier. Im Jahr 1532 wird er Domkapitular in Trier, 1534 wird er als Chorbischof nachgewiesen und 1540 ist er einer der Bewerber um das Amt des Trierer Erzbischofs und Kurfürsten. Die Wahl fiel auf Johann IV. Ludwig von Hagen, dem bisherigen Dompropst.
Nach dem Tod von Johann Ludwig von Hagen wurde Johann V. von Isenburg am 20. April 1547 zum Erzbischof und Kurfürst des Erzbistums Trier gewählt, obwohl Johann aus Gründen der Dynastieerhaltung keine Priesterweihe empfangen hatte. Papst Paul III. bestätigte am 1. Juni 1547 die Wahl, mahnte jedoch die priesterlichen und bischöflichen Weihen an.
Johann galt als der reformfreudigste Trierer Erzbischof des 16. Jahrhunderts.
Ausgelöst durch den von Kaiser Karl V. auf dem Augsburger Reichstag vom Mai 1548, an dem Johann V. teilnahm, vorgeschlagenen Kompromiss zum Ausgleich der Interessen der Katholiken und Protestanten und dem so genannten Augsburger Interim berief Johann im November 1548 eine Diözesansynode ein, auf der wichtige Entscheidungen in Glaubensfragen getroffen wurden. Es wurden zahlreiche Reformdekrete erlassen, so u. a. gegen die Trunksucht, die Verletzung des Zölibats, die mangelhafte Ausbildung der Kleriker und den Verfall der klösterlichen Disziplin, auch wurden die Feiertage reduziert. Im Mai 1549 folgte eine Provinzialsynode in Trier, an dem u. a. der Bischof von Toul und Vertreter der Bistümer Verdun und Metz teilnahmen. Johann nahm auch am Augsburger Reichstag von 1550/51 teil.
In Vorbereitung seiner Teilnahme am Konzil von Trient (Tridentinum) lässt Johann die Archive nach Literatur über Dogmatik, Kirchenrecht und Disziplin durchforsten.
Im Herbst 1551 nimmt Johann am Konzil teil. Johanns Aufenthalt in Trient war überschattet von einer Verschwörung zwischen Markgraf Albrecht von Brandenburg-Kulmbach, dem Kurfürsten Moritz von Sachsen und König Heinrich II. von Frankreich, die ihren Auslöser im Augsburger Reichstag von 1548 hatte und 1552 zum Fürstenaufstand führte. Ziel des Bündnisses war es, die geistlichen Fürstentümer zu beseitigen. Markgraf Albrecht hatte inzwischen seine Truppen an den Rhein geführt, um sie mit den französischen Truppen zu vereinen. So war das Kurfürstentum Trier, das sich zu der Zeit von der Saar bis zum Westerwald erstreckte, mit einer großen Streitmacht überzogen. Johann entschloss sich am 14. März 1552 Trient zu verlassen und in sein Kurfürstentum zurückzukehren und begab sich in die Festung Ehrenbreitstein. Markgraf Albrecht zog während dessen nach Trier und übernahm 1552 die Stadt. Trier wurde verwüstet und insbesondere die Klöster und Kirchen stark beschädigt, die Ortschaften Grevenmacher und Echternach fielen einer Brandschatzung zum Opfer.
Erst nachdem sich Kurtrier, Mainz, die Pfalz, Bayern, Württemberg und Jülich am 29. März 1553 zum „Heidelberger Bund“ zusammenschlossen konnte Markgraf Albrecht besiegt werden. Nach dem Krieg musste Johannes wegen der Zahlungsverpflichtungen aus dem Krieg am 23. August 1553 die Ämter Blieskastel, Hunolstein und St. Wendel und am 2. Oktober 1553 das Schloss Schöneck für insgesamt fast 100.000 Gulden zu verpfänden.
Gleich zu Beginn seiner Regierungszeit gelang es Johann alte Grenz- und Verkehrsstreitigkeiten zwischen dem Erzstift Trier und dem Herzogtum Luxemburg beizulegen. Im Jahr 1549 erließ er eine Polizeiordnung für die Stadt Mayen, 1550 wurden Regeln für eine einheitliche Münze im gesamten Erzstift Trier erlassen und 1551 regelte Johann die einheitliche Anwendung von Elle und Gewicht für das Wollgewerbe.
Seit Ende 1553 war Johann schwer erkrankt, ein Schlaganfall hatte ihn so stark getroffen, dass er gelähmt und nicht mehr in der Lage war zu sprechen. Er konnte nicht mehr in der Öffentlichkeit auftreten und lebte nur noch in seinen Gemächern in seiner Nebenresidenz im Schloss Montabaur. Als sich sein Zustand verschlimmerte, übernahm im Oktober 1555 sein späterer Nachfolger Johann von der Leyen als Koadjutor seine Amts- und Regierungsgeschäfte. Am 18. Februar 1556 verstarb Johann V. von Isenburg-Grenzau im Schloss Montabaur. Er wurde nach seinem Tod in der Kirche St. Florin in Koblenz beigesetzt, sein Grabmal wurde 1807 bei der Profanierung der Kirche zerstört.